# Seret (miasto)

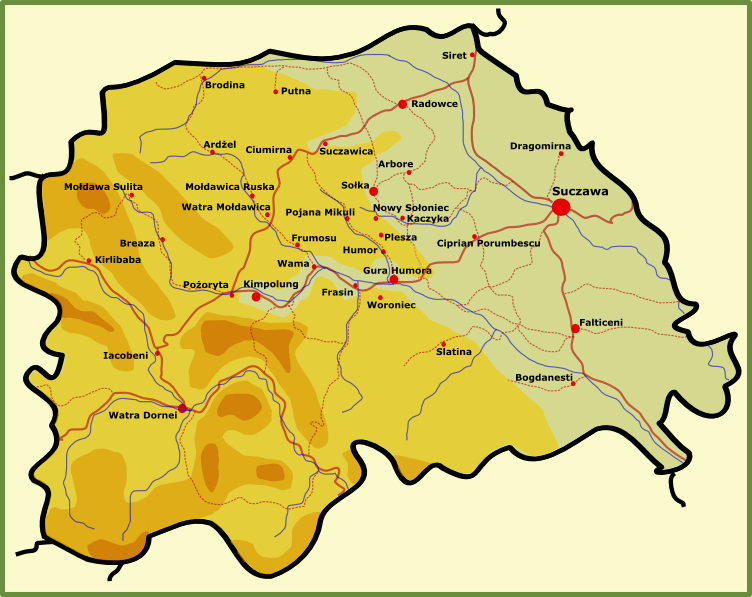
Bukowina

Dzisiejszy okręg Suczawa, z zaznaczoną Bukowiną południową

Seret (rum. Siret) – jedno z najstarszych miast na Bukowinie, leży na terytorium obecnej Rumunii, przy granicy z Ukrainą, nad rzeką Seret w Bukowinie.
Istniejące już wcześniej miasto (założone za panowania króla Polski i Węgier Ludwika Węgierskiego) było jednym z ważniejszych ośrodków rodzącego się w drugiej połowie XIV w. państwa mołdawskiego – tutaj znajdowała się rezydencja hospodara Piotra Muszata, a także siedziba pierwszej diecezji Kościoła katolickiego dla Mołdawii, powstałej w 1370 (pierwszym biskupem był Andrzej Jastrzębiec). Diecezja ta podlegała w różnych okresach metropolii lwowskiej bądź bezpośrednio Rzymowi. Na początku XV wieku jednak upadła.
Z okresu świetności Seretu pochodzi cerkiew pw. Trójcy Świętej, która jest jednym z najstarszych kamiennych zabytków sakralnych Mołdawii, zbudowana zapewne właśnie przez Piotra Muszata. Świątynia ta – stanowiąca punkt wyjściowy architektury w stylu mołdawskim – nawiązuje do architektury bizantyjskiej, a z zewnątrz dekorowana jest kolorową ceramiką.
Od 2011 roku miasto partnerskie Wodzisławia Śląskiego.
W mieście rozwinął się przemysł drzewny oraz spożywczy. 

## Linki zewnętrzne

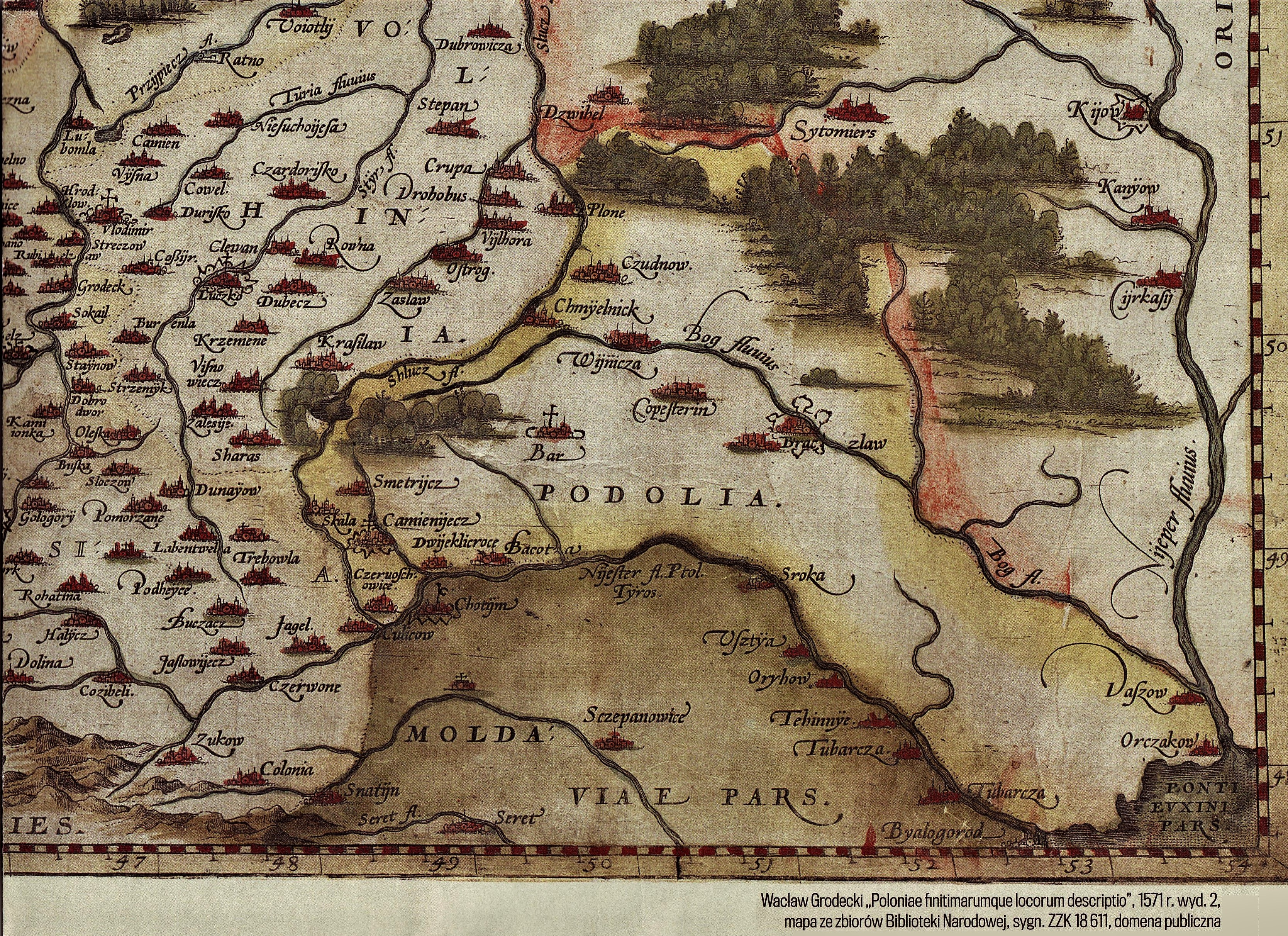
Miasto na mapie Wacława Grodeckiego, Poloniae finitimarumgue locarum descriptio

## Współpraca
Miejscowość partnerska:
- Houffalize, Belgia